# Banu Bakr
Les Banu Bakr ibn Wa'il, ou Banu Bakr, fils de Wa'il, était une tribu arabe de la branche des Rabi'ah. Leur nom est associé à la guerre de Basous, et au poète Tarafa.

## Histoire
La patrie des Bakr se trouve dans le Nejd, en arabie centrale, mais beaucoup migrèrent vers le nord peu après l'avènement de l'Islam. C'est du nom de cette tribu que provient le nom de la ville de Diyarbakir, au sud de la Turquie.
D'autres tribus sont apparentées au Bakr : les Banu Shayban, les Banu Hanifa, les Qays ibn Tha'labah, les Banu 'Ijl, les Banu Yashkur.
Cette tribu est séparée de la tribu des Bani Bkar ibn Abd Manat, qui vivait dans
le Hedjaz et eut d'importantes interactions avec Mahomet.